# Les Très Belles Heures de Notre-Dame
Les Très Belles Heures de Notre-Dame est un manuscrit que commande le duc Jean Ier de Berry en 1389 et dont la réalisation est sans doute interrompue vers 1409. Démembré très tôt, le livre d'heures proprement dit est conservé à la Bibliothèque nationale de France sous la cote NAL 3093, le missel, appelé aussi parfois Heures de Turin, est conservé au Museo civico d'arte antica de Turin (ms. inv. no 47) et un livre de prière aujourd'hui détruit et dont il ne subsiste que quatre feuillets actuellement au musée du Louvre (RF2022-2024) et un feuillet au Getty Center (Ms.67).

## Histoire du manuscrit

### Son premier propriétaire: le duc de Berry

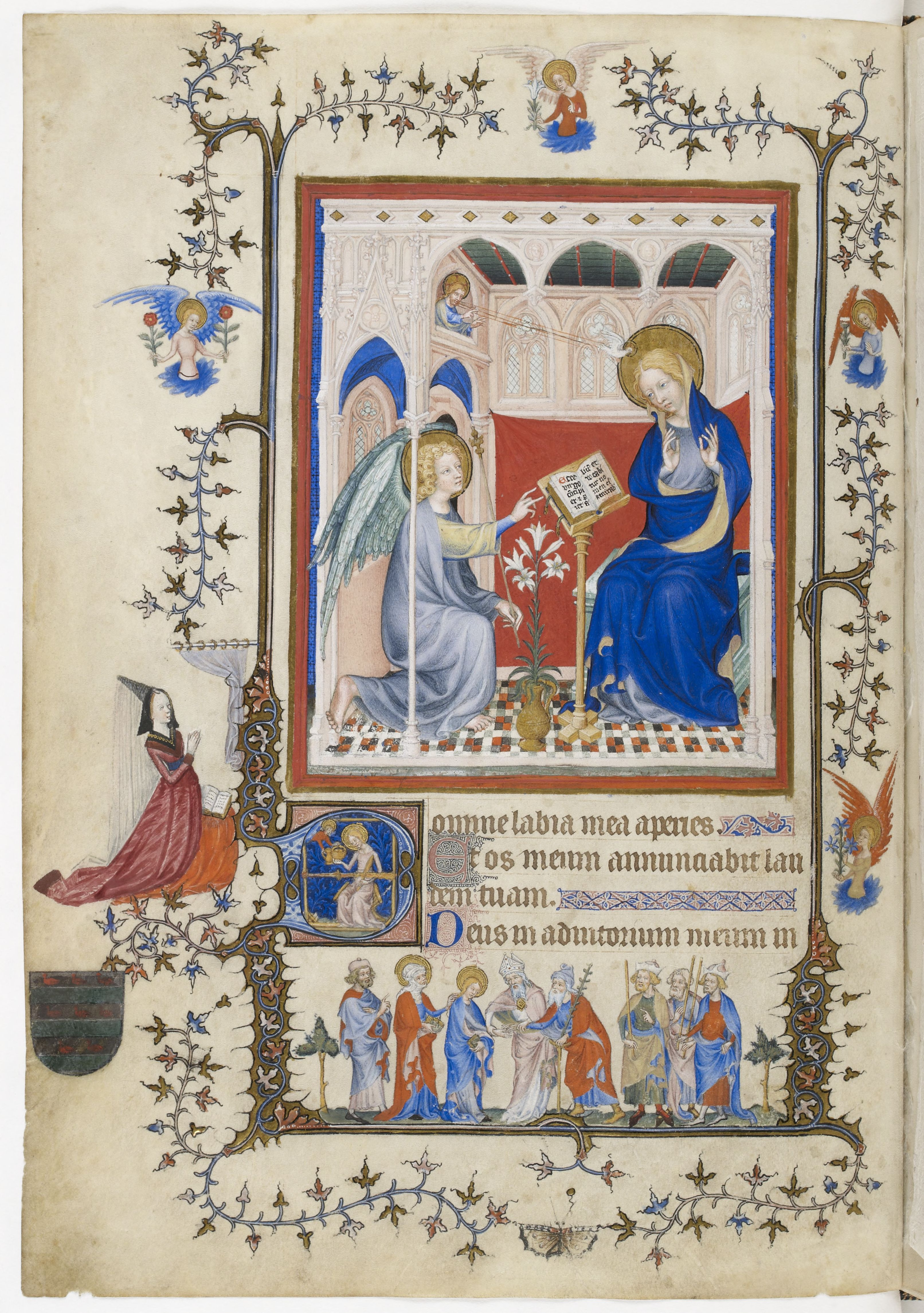
L'Annonciation, livre d'heures, f.2

Le livre est sans doute commandé par Jean Ier de Berry, plusieurs éléments en apportant la preuve. Le livre comportait deux portraits du duc : en prière devant la Vierge (Livre de prière, f.78v) et en bordure de la Trinité dans le Missel (f.87), même si sur cette dernière enluminure, le portrait est peu ressemblant. Ses armoiries se retrouvent par ailleurs sur le dais mortuaire au début de l'office des morts (Heures, f.46), ainsi que son symbole, l'ours, sur la miniature représentant son saint patron, Jean-Baptiste. Enfin, le calendrier au début du livre d'heures contient plusieurs éléments l'associant au duc : la mention de plusieurs saints spécifiquement parisiens (Sainte Geneviève, saint Marcel), liés à la cour royale (saint Louis, Louis de Toulouse) ou au Berry (saint Ursin et Guillaume de Bourges), ainsi que la commémoration de morts liés directement au duc : sa femme, Jeanne d'Armagnac, mais aussi ses parents et ses frères.
Les textes sont commandés à partir de 1389 en grosses lettres de forme à l'atelier parisien de Jean l'Avenant. C'est le même atelier qui avait déjà écrit le texte des Petites Heures de Jean de Berry. La première campagne d'enluminures commence en 1390. Le manuscrit n'est pas encore cité dans l'inventaire de la bibliothèque du duc en 1402 : il n'est sans doute pas encore achevé. En 1405, le duc de Berry fait l'acquisition d'un marque page orné d'un rubis et de perles pour ses « très belles heures de Notre Dame ». Selon Inès Villela-Petit, ce serait le signe que le manuscrit est déjà fragmenté à cette date.
En 1412, peut-être le jour de l'an, le duc fait don des Très Belles Heures de Notre-Dame à son garde des joyaux, Robinet d'Étampes. Le deuxième inventaire de la bibliothèque ducale le signale en 1413, ainsi que son marque-page. Cependant, il semble que dès cette date, il ne lui fasse don que du livre d'heures proprement dit, l'actuel manuscrit de la Bibliothèque nationale de France, et non de la totalité du livre. Le missel et le livre de prière sont donc déjà reliés à part et en grande partie inachevés.

### Le livre d'heures de la BNF
Le livre d'heures reste dans la famille d'Étampes pendant longtemps : il appartient à Marguerite de Beauvillier, femme de Robert d'Étampes, chambellan du roi Charles VII en 1438, qui remplace les armes et le portrait de Jean de Berry par les siens (f.7v et 84). Le manuscrit reste ensuite dans les mains des seigneurs puis marquis de la Ferté-Imbault. La reliure actuelle date du XVIIIe siècle et comporte les armes d'une famille alliée aux Étampes, les Duplessis-Châtillon. L'ouvrage est ensuite dans la collection du comte Victor de Saint-Mauris, puis d'Auguste de Bastard et enfin d'Adolphe puis de Maurice de Rothschild. L'ouvrage est saisi à Paris par la Wehrmacht pendant la Seconde Guerre mondiale. Il est récupéré à la Libération. La famille de Rothschild en fait don à la Bibliothèque nationale en 1956. Cette partie du manuscrit comporte aujourd'hui 25 miniatures sur les 31 qu'il devait comporter à l'origine.

### Le Missel et livre de prière ouHeures de Turin-Milan
Cette partie du manuscrit, désignée souvent sous le nom Heures de Turin-Milan, ne comporte pas de livre d'heures à proprement parler, mais un missel et un livre de prières spéciales à l'adresse de saints. Cette partie est sans doute vendue par Robinet d'Étampes. Elle entre quelque temps après en possession d'un membre de la famille de Bavière-Hollande qui y fait ajouter ses armes. Le folio 59, détruit, représente un prince en bord de mer, à cheval, s'arrête pour prier Dieu, entouré de sa suite, de cinq femmes et d'un homme âgé agenouillé. Les avis des historiens sont partagés entre y voir Guillaume IV de Hainaut, soit son frère Jean III de Bavière soit sa fille Jacqueline de Hainaut. Un certain consensus se focalise plutôt sur Jean de Bavière, prince-évêque de Liège et surnommé Jean sans pitié. La date de réalisation des premières miniatures de cette nouvelle campagne de peinture suscite le débat. Certains y voient la main de Jan van Eyck et de son hypothétique sœur Marguerite van Eyck[réf. nécessaire] ; la réalisation daterait alors des années 1422-1425, au cours de la jeunesse de Jan, à l'époque où il travaille à plusieurs reprises pour Jean de Bavière à La Haye. Pour d'autres, il s'agit d'artistes inspirés de l'art eyckien ayant collaboré au manuscrit à partir de 1435.
Le livre appartient par la suite à la maison de Savoie. Deux intermédiaires sont possibles : soit par Agnès de Bourgogne, sœur de Philippe le Bon et mère de Marguerite, mariée à Philippe II de Savoie ; soit par l'intermédiaire de Marguerite d'Autriche (1480-1530), petite-fille de Charles le Téméraire et épouse de Philibert II de Savoie. Il appartient ensuite à Christine de France, fille d'Henri IV et femme de Victor-Amédée Ier de Savoie. C'est peut-être elle qui est à l'origine du second démembrement du livre, au milieu du XVIIe siècle. Le missel comporte en effet un ex-libris signé du comte d'Aglié, ami intime de la duchesse de Savoie. Ce missel, est acquis vers 1800 par le prince Gian Giacomo Trivulzio de Milan, décédé en 1831. Son descendant Luigi Alberico Trivulzio en fait don en 1935 au Museo Civico de Turin.
Le livre de prières reste dans les collections de la famille de Savoie. Il est alors démembré  de certains de ses feuillets : quatre feuillets entrent dans les collections du Louvre en 1896. Un autre feuillet est récemment réapparu, qui appartient aujourd'hui aux collections du Getty Center. Le manuscrit lui-même est intégré à la collection de la bibliothèque de l'université de Turin en 1723. Un sixième feuillet, jamais réapparu et représentant une mise au tombeau, disparaît à la suite d'un vol en août 1725. Le manuscrit est détruit à l'occasion d'un incendie de la bibliothèque le 26 janvier 1904. Cependant, Paul Durrieu a fait réaliser une reproduction de ses enluminures deux ans avant cette destruction, ce qui permet d'en reconstituer son aspect.

## Composition du manuscrit
La composition du manuscrit, relativement rare avec des offices et des prières peu fréquents dans ce type d'ouvrages, est inspirée des Très Belles Grandes Heures de Charles V. Signe de cette inspiration, le manuscrit comporte une prière au souverain et autre au roi de France. Le manuscrit comprenait à l'origine 343 feuillets dont une centaine de folios enluminés.
| Chapitre                                       | Feuillets         | Nombre de miniatures | Exemple de miniature |
| ---------------------------------------------- | ----------------- | --- | -------------------- |
| Le calendrier                                  | Folios 1 à 6v     | Aucune miniature |                      |
| L'office de la Vierge                          | Folios 7 à 45v    | 8 grandes miniatures (Matines : Annonciation, Laudes : Visitation, Prime : Nativité, Tierce : Adorations des rois, Sexte: Présentation au temple, None : Jésus parmi les docteurs, Vêpres : Noces de Cana, Complies : Couronnement de la Vierge)                                |                      |
| Les psaumes pénitentiels et l'office des morts | Folios 46 à 85v   | 1 grande miniature (Vêpres des morts : funérailles à l'église) et 1 miniature disparue |                      |
| Prières de la passion                          | Folios 84 à 87r   | 1 grande miniature (Christ de pitié) |                      |
| L'office du Saint-Esprit                       | Folio 87v à 96v   | 6 grandes miniatures (Matines : Baptême du Christ, Laudes : Descente de l'Esprit-Saint, Prime : Résurrection des morts, None : Prière à l'Esprit-Saint, Vêpres : Ceux qui craignent le Seigneur, Complies : Dispersion des apôtres) et 2 miniatures disparues (Tierce et Sexte) |                      |
| L'office de la Passion                         | Folios 97 à 118v  | 7 grandes miniatures (Matines : Arrestation de Jésus, Laudes : Comparution du Christ devant Caïphe, Prime : Comparution du Christ devant Pilate, Tierce : Flagellation, Sexte : Portement de croix, None : Crucifixion, Vêpres : Descente de croix) et 1 disparue (Complies)    |                      |
| Prières à la Trinité et au chœur des anges     | Folios 119 à 126v | 2 grandes miniatures (Adoration de la Trinité et Adoration de Dieu) et 1 disparue (Le duc de Berry revenant d'un voyage) |                      |

| Chapitre                                            | Feuillets        | Nombre de miniatures | Exemple de miniature |
| --------------------------------------------------- | ---------------- | --- | -------------------- |
| Le calendrier                                       | Folios 1 à 12    | 12 miniatures de bas de page détruites (janvier : Scène de banquet, février : L'émondage des arbres, mars : La Pêche, avril : L'entretien du jardin, mai : Cavalcade, juin : Jeunes gens au jardin, juillet : Fenaison, août : Moisson, septembre : Le pressoir à vin, octobre : Les Labours, novembre : L'abattage du bœuf et du cochon, décembre : Scène de rue) |                      |
| Trois prières au Dieu tout-puissant                 | Folios 14 à 16v  | 1 grande miniature détruite (Dieu le père dans la lumière céleste), 1 disparue et 1 grande miniature du Louvre (Dieu le père en majesté) |                      |
| L'office de la compassion de la Vierge              | Folios 24 à 39   | 7 grandes miniatures détruites (Matines : Arrestation du Christ, Laudes : Couronnement d'épines, Prime : Flagellation, Tierce : Portement de la croix, Sexte : Crucifiement, None : Crucifixion, Vêpres : Descente de la croix) et 1 disparues |                      |
| Prières pour les laïcs, à dire au cours de la messe | Folios 39v à 49v | 8 grandes miniatures détruites (Prière après le début de la messe : Majesté de Dieu, Avant la lecture de l'évangile : Procession dans une église, Après l'offertoire : La Trinité en trône, Après le sanctus : Le Christ comme porte du Paradis, Après l'Agnus Dei : Donateur devant le seigneur, Avant la communion : Communion dans une chapelle privée, Prière d'Anselme de Canterbury : Pietà) et 1 grande miniature du Louvre (Après la communion : Double intercession) |                      |
| Suffrages des saints                                | Folios 50 à 56v  | 1 grande miniature détruite (Le Christ dans la barque de Julien et de Marthe) |                      |
| Prières adressées aux saints                        | Folios 57 à 91   | 12 grandes miniatures détruites (Jean-Baptiste au désert, Patriarches, prophètes et apôtres, Marie-Madeleine et l'onction à Béthanie, La Vierge parmi les vierges, Prière d'un prince : scène de bord de mer avec cavaliers, Commentaire de notre père : sermon sur la montagne, Prière pour le voyage : voyageur en danger, Saint Thomas d'Aquin dans son étude, Jésus bénissant, Prière d'un roi de France : roi en prière dans sa tente, Prière mariale : Jean de Berry en prière devant la mère de Dieu, Psautier abrégé de saint Jérôme : saint Jérôme dans son étude), 3 grandes miniatures du Louvre (Scène de martyre, Saints confesseurs, La Vierge et saint Jean l'évangéliste en trône), 1 miniature du Getty (Le Christ bénissant), 2 miniatures disparues. |                      |

| Chapitre              | Feuillets        | Nombre de miniatures | Exemple de miniature |
| --------------------- | ---------------- | --- | -------------------- |
| Le temporal           | Folios 1 à 93    | 13 grandes miniatures (Annonciation, Adoration de l'Enfant Jésus par Marie et Joseph, Adoration des rois, Présentation de Jésus au temple, Entrée du Christ à Jérusalem, Jésus au Mont des Oliviers, Salaire de Judas, Crucifixion, Femmes au tombeau et Christ ressuscité, Ascension, Descente du Saint-Esprit, Trinité, Cène) |                      |
| Les messes des saints | Folios 93v à 115 | 8 grandes miniatures (Naissance de saint Jean-Baptiste, Libération de Pierre, Couronnement de la Vierge, Naissance de la Vierge, L'Archange saint Michel victorieux du diable, Miracle de la piscine de Bethesda, Saint Hilaire préchant, Bienheureux au ciel)                                                                  |                      |
| Messes votives        | Folios 116 à 127 | 4 grandes miniatures (Funérailles dans une église, Invention de la croix par l'impératrice Hélène, Lactation d'un adorateur, Crucufixion de saint André) |                      |

## Les Peintres du manuscrit
L'histoire du manuscrit est particulièrement complexe et reste controversée. Plusieurs mains ont été distinguées : l'historien de l'art belge Georges Hulin de Loo est parvenu à distinguer 11 enlumineurs principaux en 1911, Anne Van Buren en a distingué jusqu'à une trentaine. La distinction des mains intervenues sur le manuscrit par Hulin de Loo, numérotées de A à K, est encore utilisée pour distinguer les différentes campagnes de peintures.

### Main A
Celles-ci sont commencées sous la houlette de Jean d'Orléans (actif entre 1361 et 1407, alias le Maître du parement de Narbonne. Celui-ci doit son nom aux grisailles qu'il a exécutées sur une tenture de soie de l'autel de la cathédrale de Narbonne, actuellement conservée au musée du Louvre (1375). Pour cet ouvrage, il emploie des collaborateurs tels que le maître du Couronnement de Charles VI, Jean Petit, alias le Pseudo-Jacquemart. La première campagne s'interrompt peut-être vers 1404-1405 sans raison connue pour reprendre jusqu'en 1409. Jean d'Orléans est sans doute l'auteur de la plupart des miniatures de l'office de la Vierge, ainsi que les grandes illustrations de l'office des morts  et des prières de la Passion. Cette dernière interruption s'explique sans doute par la mort du maître et la disparition de son atelier.

### Mains B, C et D
Lors de la deuxième campagne, interviennent alors le Maître du Jean Baptiste et le Maître du Saint-Esprit.

### Main E
Les frères de Limbourg, entrés au service du duc en 1405, interviennent eux aussi sur le manuscrit pour ajouter trois miniatures à la fin de cet ouvrage, sans doute vers 1410-1412 : L'Adoration de la Sainte Trinité, L'Adoration de Dieu le père. La dernière, Itinéraire du duc de Berry, a disparu. Cependant, un des anciens propriétaire du manuscrit, Auguste de Bastard, en a fait réaliser une lithographie.

### Main F
La main F n'a réalisé que des miniatures de bas de page, des lettrines, mais il a aussi retouché des visages sur les mêmes pages. Il a été identifié parfois à un artiste de l'atelier du maître de Bedford, ce qui daterait son intervention de 1435. D'autres y voient plutôt un des Maîtres de Zweder de Culemborg, du nom du missel d'un évêque d'Utrecht. Celui-ci serait intervenu au tout début des années 1430, mais sans doute après les mains eyckiennes G et H.

### Mains G, H, I et J

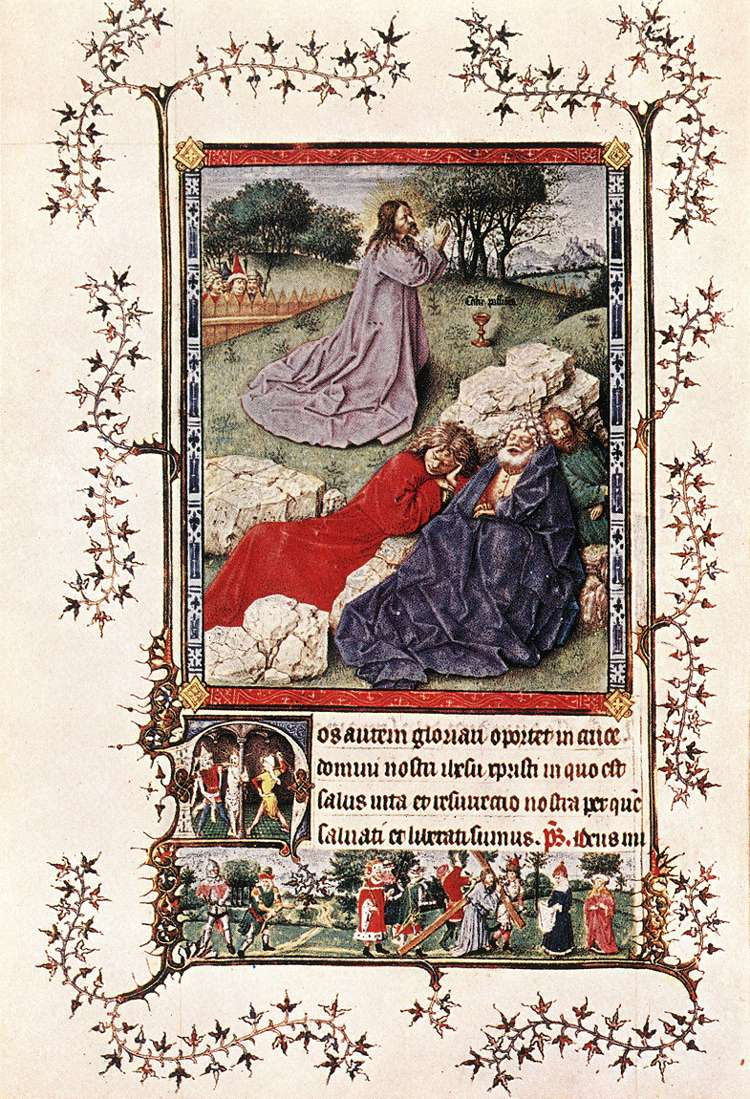
Le Christ au Mont des Oliviers, missel, f.30v attribué au Maître H, atelier van Eyck, années 1430

Des miniatures sont alors ajoutées au manuscrit, sans doute à partir de 1422-1424 : d'après leur style, elles sont attribuées à l'atelier des frères Jan et Hubert Van Eyck. En effet, à cette époque, Jan est peintre en titre de Jean de Bavière. Trois mains différentes ont été distinguées parmi ces miniatures ajoutées dans une première campagne (maître H, I, J), sans être capables d'établir quel frère van Eyck ou quel autre peintre de leur atelier y a contribué. Une deuxième campagne se déroule dans les années 1430, peut-être de la main des maîtres G et H, à moins qu'il ne s'agisse de Jan van Eyck lui-même. Une nouvelle campagne intervient vers 1435, peut-être pour un nouveau possesseur, représenté dans la Prière du voyageur en péril (Prières, f.71v). Les symboles héraldiques, mêlant armes des rois de France et de duc de Bourgogne, font penser à une intervention après le Traité d'Arras (1435).

### Main K
Une dernière campagne intervient enfin vers 1447-1450 pour le compte d'un commanditaire, peut-être le même que le précédent mais un peu plus âgé, représenté en habit fourré en prière devant Dieu (Prières, f.46v). Un calendrier à l'usage des Pays-Bas bourguignons est alors ajouté au manuscrit. Cette main est identifiée généralement au Maître des Heures Llangattock, du nom d'un manuscrit conservé au Getty Center.